# Daneu
Daneu is een bestuurslaag in het regentschap Lebong van de provincie Bengkulu, Indonesië. Daneu telt 1035 inwoners (volkstelling 2010).